# 하라 치사코

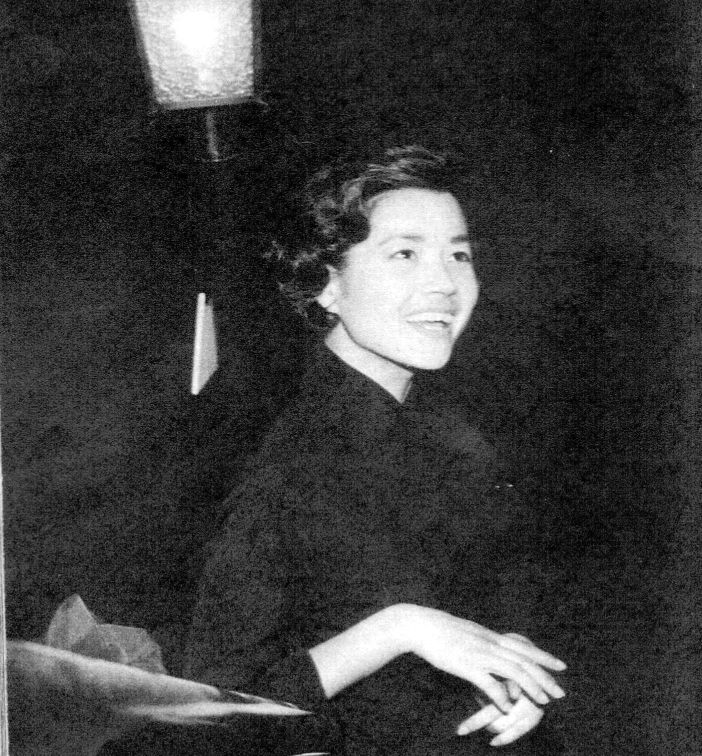

하라 치사코(Chisako Hara, 1936년 1월 6일 ~ 2020년 1월 19일)는 일본의 배우이다.
고치시에서 태어났으며 도쿄에서 사망하였다.

## 영화
- 히코 앤 베가 (2014년)
- 도쿄 타워 (2007년)
- 우부메의 여름 (2005년)
- 와라비노코 (2003년)
- 릴리 페스티벌 (2001년)
- 낚시 바보 일지 8 (1996년)
- 하치 이야기 (1987년)
- 이터널 마뉴먼트 (1982년)
- 우리들의 황야 (1969년)
- 웬 더 쿠키 크럼블스 (1967년)
- 하나오카 세이슈의 아내 (1967년)
- 스타맨 - 어택 프럼 스페이스 (1964년)
- 스타맨 - 인베이더 프럼 스페이스 (1964년)
- 스타맨 - 원자력의 지배자 (1964년)
- 스타맨 - 우주에서 온 이블 브레인 (1964년)
- 가을이 오다 (1960년)